# Microsorum cinctum
Microsorum cinctum är en stensöteväxtart som beskrevs av Bosman. Microsorum cinctum ingår i släktet Microsorum och familjen Polypodiaceae. Inga underarter finns listade.